# Oxyopes gujaratensis
Espèce
Oxyopes gujaratensis est une espèce d'araignées aranéomorphes de la famille des Oxyopidae.

## Distribution
Cette espèce est endémique du Gujarat en Inde,.

## Description
La femelle holotype mesure 8,0 mm.

## Étymologie
Son nom d'espèce, composé de gujarat et du suffixe latin -ensis, « qui vit dans, qui habite », lui a été donné en référence au lieu de sa découverte, le Gujarat.

## Publication originale
- Gajbe, 1999 : Studies on some spiders of the family Oxyopidae (Araneae: Arachnida) from India. Records of the Zoological Survey of India, vol. 97, no 3, p. 31-79 (texte intégral).